# Pavla Vitázková
Pavla Vitázková, poprzednio Pavla Ptáčková (z domu) (ur. 21 grudnia 1978 w Brnie) – czeska aktorka filmowa, teatralna i telewizyjna. 
W 1997 ukończyła szkołę średnią i od 1 czerwca została przyjęta do zespołu aktorskiego Teatru Miejskiego w Brnie, gdzie pierwszą jej rolą była Desdemona w „Otellu” Williama Szekspira. W 2007 Pavla Ptáčková wyszła za pracującego również w Teatrze Miejskim w Brnie aktora Dušana Vitázka i przyjęła jego nazwisko.

## Wybrane role filmowe[5]
- 1999: O princezně z Rimini – Nicoletta, księżniczka Rimini
- 2000: Duhová panna – duhová panna
- 2002: O princezne se zlatým lukem – księżniczka Jelena
- 2003: Ucieczka do Budapesztu (Útek do Budína / Szökés Budára)
- 2006: Klinika życia (Ordinace v růžové zahradě), serial TV – Iva Brázdová
- 2007: Četnické humoresky, serial TV – Justína Stryková
- 2012: Definice lásky – Helena